# Uytenbogaardtite
La uytenbogaardtite è un minerale.